# Hipólito García Fernández "Bolo"

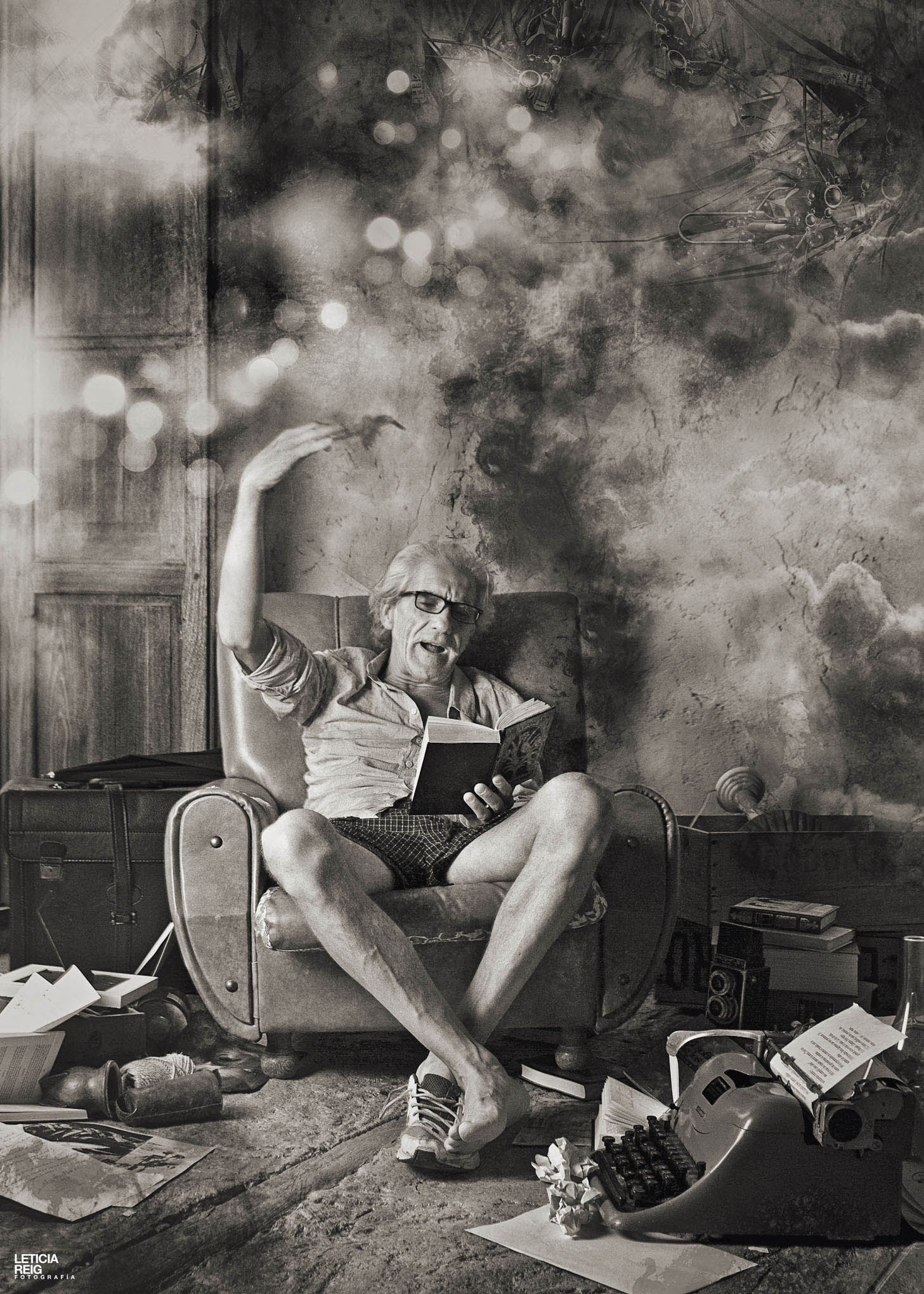
"Bolo" retratado por Leticia Reig

Hipólito García Fernández "Bolo" (Bilbao, 1956). Desde los diecisiete años, "Bolo" ha sido letrista de diversos músicos españoles. En los años 90 establece su residencia en el madrileño barrio de Lavapiés, ciudad en la que publica por primera vez sus poemas. Tiene a sus espaldas la creación, gestión, producción y divulgación de más de 300 recitales y eventos.

## Publicaciones
- Ese montón de dudas llamado chatarra. Ediciones Amargord, 2006.
- Trampolín Etcétera. Editorial, poesía eres tú, 2009.
- El sofá de los Valientes. Ediciones Amargord, 2010.
- Rojo Bastante. Ediciones Amargord, 2013.
- El charro roto de Jorge Negrete. Huerga y Fierro editores, 2015.